# Елізабет Радо
Елізабет Радо (нім. Elisabeth Radó; нар. 29 жовтня 1899, Мостар — пом. 3 квітня 1986, Відень) — австрійська оперна співачка і педагогиня з вокалу.

## Життєпис
Елізабет Радо народилася 1899 року в місті Мостар на території Австро-Угорщини (нині Боснія і Герцеговина). Перші уроки співу брала у своєї прийомної матері Марії Радо. У 1920-ті роки переїхала до Відня, де виступала з концертами і співала в опері.
На початку 1930-х років почала займатися викладанням співу і вокалу, ставши однією з найшанованіших і найвідоміших викладачок Австрії, а також наставницею багатьох відомих співаків. Іноді виступала на концертах, але з часом завершила кар'єру співачки, повернувшись до вокальної педагогіки.
З 1950 по 1966 роки Радо викладала у Віденському університеті музики та виконавського мистецтва, набувши статусу легендарного педагога з вокалу. Її талант викладача і серйозне ставлення до справи зазначав фахівець з творчості Вольфганга Амадея Моцарта доктор Ернст Райгерт.
Одного часу а Елізабет Радо було відразу 83 учня, які співали в операх Німеччини, Австрії та Швейцарії. Серед відомих учнів виділяються баритон Еберхард Вехтер, тенори Фріц Уль, Вальдемар Кмент, Вернер Кренн, меццо-сопрано Гертруді Ян, бас-баритон Гайнц Голецек, сопрано Доріт Ханак, Герберт Прикопа, Ліліан Беннігсен, а також американці Кіт Енджен, Джордж Фуриі, Еміль Белькур, Фредерік Гатрі, Джозеф Маєрс (у післявоєнні роки вони приїхали до Відня вивчати оперний спів завдяки відмінній якості освіти та більш дешевими цінами) і багато інших.
Серед акторів-учнів Радо виділяється Міхаель Гельтау. Всі учні відзначали високу майстерність Елізабет Радо.
Елізабет Радо проживала в 4-му районі Віден в одному будинку зі своїм учнем Вальдемаром Кменттом, відомим австрійським оперним тенором.